# Zénobios
Pour les articles homonymes, voir Zénobe.
Zénobios (en grec ancien Ζηνόβιος) est un grammairien et poète grec actif dans la première moitié du IIe siècle qui enseigne la rhétorique à Rome sous l'empereur Hadrien (règne de 117 à 138).

## Œuvres
Il reste connu comme l'auteur d'une compilation de proverbes grecs antiques conservée sous plusieurs formes abrégées, ses Proverbes, qui sont selon la Souda tiré des compilations antérieures de Lucillus de Tarrha et de Didymus d'Alexandrie. Les proverbes y sont arrangés en ordre alphabétique et divisés par centaines.
Selon la notice de la Souda qui lui est consacrée, il est aussi l'auteur de traductions grecques des Histoires et de la Guerre de Jugurtha de l'historien latin Salluste. Il compose également un poème en l'honneur de l'anniversaire de l'empereur Hadrien (Γενεθλιακόν), et d'autres ouvrages non précisés.

## Editions
- (grc) W. Bühler, Zenobii Athoi Proverbia, Göttingen, T1, 1987; T4, 1982; T5, 1999
- (grc + la) F.G. Schneidewin , E.L. von Leutsch, Corpus Paroemiographorum Graecorum, T1, Göttingen, 1839, p.1-175
- Texte grec sur Wikisource.